# Европско првенство у атлетици у дворани 1983 — скок увис за жене
Такмичење у скоку увис у женској конкуренцији на 14. Европском првенству у атлетици у дворани 1983. године одржано је 6. марта.  у Дворани спортова у Будимпешти, (Мађарска).
Титулу европске првакиње освојену на Европском првенству у дворани 1992. у Милану није бранила Урлике Мајнфарт из Западне Немачке.

## Земље учеснице
Учествовалло је 10 такмичарки из 6 земаља.
1. Белгија (1)
2. Ирска (1)
3. Француска (2)
4. Мађарска (1)
5. Холандија (1)
6. Совјетски Савез (2)
7. Шведска (1)
8. Југославија (1)

## Рекорди
| Рекорди пре почетка Европског првенства у дворани 1982.     | Рекорди пре почетка Европског првенства у дворани 1982. | Рекорди пре почетка Европског првенства у дворани 1982. | Рекорди пре почетка Европског првенства у дворани 1982. | Рекорди пре почетка Европског првенства у дворани 1982. | Рекорди пре почетка Европског првенства у дворани 1982. |
| ----------------------------------------------------------- | ------------------------------------------------------- | ------------------------------------------------------- | ------------------------------------------------------- | ------------------------------------------------------- | ------------------------------------------------------- |
| Светски рекорд у дворани                                    | Колин Сомерс                                            | САД                                                     | 2.00                                                    | Отава, Канада                                           | 13. фебруар 1992.                                       |
| Европски рекорд у дворани                                   | Урлике Мајнфарт Андеа Биниас Каталин Штерк              | Западна Немачка · Источна Немачка · Мађарска            | 1,99                                                    | Милано, Италија                                         | 7. март 1982                                            |
| Рекорди европских првенстава у дворани                      | Урлике Мајнфарт Андеа Биниас Каталин Штерк              | Западна Немачка · Источна Немачка · Мађарска            | 1,99                                                    | Милано, Италија                                         | 7. март 1982                                            |
| Најбољи светски резултат сезоне у дворани                   | Тамара Бикова                                           | Совјетски Савез                                         | 1,98                                                    | Москва, Совјетски Савез                                 | 12. фебруар 1983.                                       |
| Најбољи европски резултат сезоне у дворани                  | Тамара Бикова                                           | Совјетски Савез                                         | 1,98                                                    | Москва, Совјетски Савез                                 | 12. фебруар 1983.                                       |
| Рекорди после завршеног Европског првенства у дворани 1983. |                                                         |                                                         |                                                         |                                                         |                                                         |
| Светски рекорд у дворани                                    | Тамара Бикова                                           | Совјетски Савез                                         | 2.03                                                    | Будимпешта, Мађарска                                    | 6. март 1993                                            |
| Европски рекорд у дворани                                   | Тамара Бикова                                           | Совјетски Савез                                         | 2.03                                                    | Будимпешта, Мађарска                                    | 6. март 1993                                            |
| Рекорди европских првенстава у дворани                      | Тамара Бикова                                           | Совјетски Савез                                         | 2.03                                                    | Будимпешта, Мађарска                                    | 6. март 1993                                            |
| Најбољи светски резултат сезоне у дворани                   | Тамара Бикова                                           | Совјетски Савез                                         | 2.03                                                    | Будимпешта, Мађарска                                    | 6. март 1993                                            |
| Најбољи европски резултат сезоне у дворани                  | Тамара Бикова                                           | Совјетски Савез                                         | 2.03                                                    | Будимпешта, Мађарска                                    | 6. март 1993                                            |

## Освајачи медаља
|                               |                                 |                            |
| Тамара Бикова Совјетски Савез | Лариса Косицына Совјетски Савез | Мариз Еванже Епе Француска |

## Резултати
|     | Тамара Бикова            | Совјетски Савез | 2,03 | СРд ЕРд, РЕПд |
|     | Лариса Косицына          | Совјетски Савез | 1,94 | ЛРд           |
|     | Мариз Еванже Епе         | Француска       | 1,92 | ЛРд           |
| 4.  | Емесе Бела               | Мађарска        | 1,90 | ЛРд           |
| 5.  | Sylvie Prenveille        | Француска       | 1.87 | ЛРд           |
| 6.  | Chris Soetewey           | Белгија         | 1,84 |               |
| 7.  | Сусан Лоренсон           | Шведска         | 1,84 |               |
| 8.  | Лидија Бенедетич−Лапајне | Југославија     | 1,84 | ЛРд           |
| 9.  | Ella Wijnants            | Холандија       | 1,80 |               |
| 10. | Бригид Кориган           | Ирска           | 1,75 | ЛРд           |

## Укупни биланс медаља у скоку увис за жене после 14. Европског првенства у дворани 1970—1983.
|     | Земља           |    |    |    |    |
| --- | --------------- | -- | -- | -- | -- |
| 1.  | Источна Немачка | 4  | 3  | 2  | 9  |
| 2.  | Италија         | 4  | 0  | 0  | 4  |
| 3.  | Западна Немачка | 1  | 3  | 1  | 5  |
| 4.  | Совјетски Савез | 1  | 2  | 0  | 3  |
| 5.  | Чехословачка    | 1  | 1  | 2  | 4  |
| 6.  | Мађарска        | 1  | 1  | 2  | 4  |
| 7.  | Бугарска        | 1  | 0  | 1  | 2  |
| 8.  | Аустрија        | 1  | 0  | 0  | 1  |
| 9.  | Пољска          | 0  | 2  | 3  | 5  |
| 10. | Француска       | 0  | 1  | 1  | 2  |
| 10. | Румунија        | 0  | 1  | 1  | 2  |
| 12. | Холандија       | 0  | 0  | 1  | 1  |
|     | Укупно {12}     | 14 | 14 | 14 | 42 |

|     | Атлетичарка       | Земља           |   |   |   |   |
| --- | ----------------- | --------------- | - | - | - | - |
| 1.  | Сара Симеони      | Италија         | 4 | 0 | 0 | 4 |
| 2.  | Роземари Акерман  | Источна Немачка | 3 | 0 | 0 | 3 |
| 3.  | Милада Карбанова  | Чехословачка    | 1 | 1 | 2 | 4 |
| 4.  | Улрике Мејфарт    | Западна Немачка | 1 | 1 | 1 | 3 |
| 5.  | Андреа Матаи      | Мађарска        | 1 | 1 | 0 | 2 |
| 6.  | Рита Шмит         | Источна Немачка | 1 | 0 | 2 | 3 |
| 7.  | Јорданка Благоева | Бугарска        | 1 | 0 | 1 | 2 |
| 9.  | Рита Гилдемајстер | Источна Немачка | 0 | 2 | 0 | 2 |
| 9.  | Бригите Холцапфел | Западна Немачка | 0 | 2 | 0 | 2 |
| 10, | Урсула Кјелан     | Пољска          | 0 | 1 | 3 | 4 |
| 11. | Корнелија Попеску | Румунија        | 0 | 1 | 1 | 2 |